# 弗雷德里克堡 (德克薩斯州)
弗雷德里克堡（英語：Fredericksburg）是美國德州基利斯比縣中部的一座城市，2005年的人口為10,432。是基利斯比縣政府所在地。弗雷德里克堡位於北緯30°16′，西經98°52′（30.274058, -98.871822）。

## 歷史

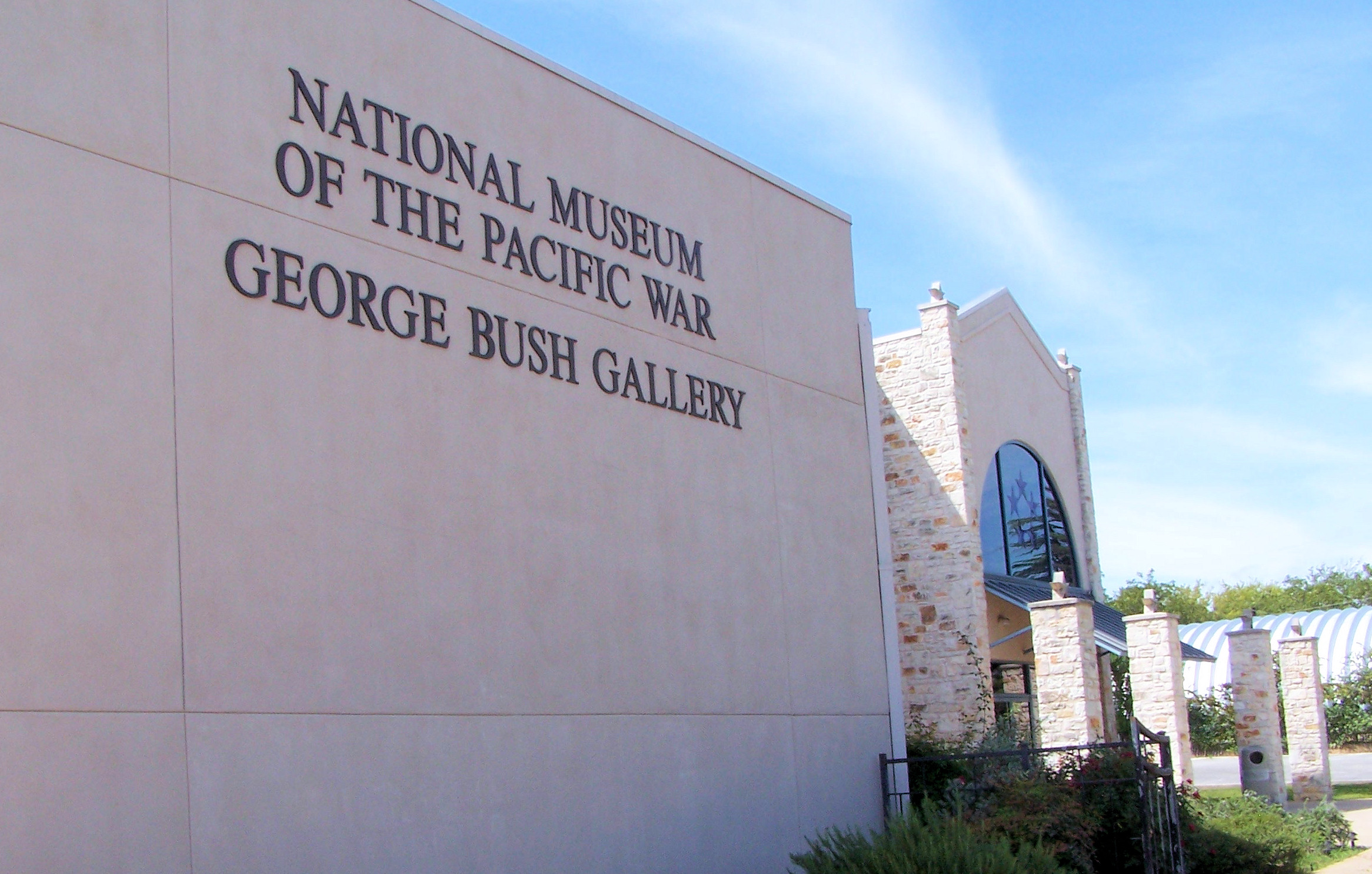
國家太平洋戰爭博物館，近年增設了前任總統老布殊展覽館

### 19世紀
弗雷德里克堡於1846年由普魯士人奥特弗里德·漢斯·馮·梅斯伯男爵（Baron Otfried Hans von Meusebach）建立，並以當時的普魯士王子弗雷德里克威廉三世（Frederick William III）中的弗雷德里克為鎮名。而自己在不久之後亦改名為約翰·梅斯伯（John O. Meusebach）。他開明地管理此鎮，令他在德州的知名度提高。在美國南北戰爭中，基利斯比縣於脫離聯邦的投票中投反對票。
當時的居民都是移民到德州的德國人，由於他們的母語是德語，所以開始時大多數人都拒絕學習英語。他們拒絕擁有奴隸，也在南北戰爭中反對脫離聯邦，因而被其他贊成奴隸制度的縣排斥。

### 20世紀
在20世紀裡，有不少擁有高軍階的美軍出生於弗雷德里克堡。其中以代表美國在日本投降書上簽字的美國海軍五星上將切斯特·尼米茲和前任美國海軍陸戰隊總司令麥可·客基（Michael W. Hagee）最為人認識。
切斯特·尼米茲於鎮中的大街（Main Street）出世。他祖父這裡所擁有的旅館現已成為國家太平洋戰爭博物館，用來紀念於太平洋戰爭中死去的士兵。二戰過後，日本政府贈送了一座禪院給這博物館以向死者家屬表示敬意。
麥可·客基（Michael W. Hagee）於美國海軍學院修讀工程，並於1968年畢業；他同時擁有2個碩士學位。

## 地理環境
弗雷德里克堡位於聖安東尼奧（San Antonio）以北101公里以及德州首府奧斯汀（Austin）以西108公里。根據美國人口調查局的數據，弗雷德里克堡的面積有17.2平方公里，並且全部都是陸地（但事實上是有一條河的）。
城鎮以北24公里處有一個於德州廣為人知的天然地標著魔岩（Enchanted Rock）。它是個半球體的巨形花崗岩，高425尺，為於海拔1825尺，覆蓋了425英畝地面。它亦是其中一個於美國境內最巨大的岩基。

## 統計資料
根據2000年人口普查，弗雷德里克堡有8,911個居民、3,784個家庭，其中2,433個家庭居住在市內。人口密度：每平方公里有518.2人。人種：93.08%白人、0.27%黑人、0.27%印第安人、0.19%亞洲人以及0.04%太平洋島民。其中大部份居民都是德國人的後裔。近年城市人口正在不斷上升，直至2006年，人口現突破了10,000人。
性別比列方面，每100個女性中就有81.4個男性。每100個18歲以下的女性中就有78.2個男性。
收入方面，人均收入是$32,276美元；家庭平均收入是$43,670美元；男性與女性的平均收入為$25,878及$22,171美元。整個鎮有7.5%的家庭處於貧窮線底下（統計包括18歲之下及65歲以上的人）。

## 旅遊
弗雷德里克堡是德州人的假日旅遊點。他們主要來自聖安東尼奧 、奧斯汀等中部地方。除了到著魔岩觀光外，他們主要會到鎮內購物、打獵和釣魚。她與她的鄰近地區有超過300個B&B（bed-and-breakfast）型式的住宿點，是除了正式的旅館外，來訪遊客的另一種住宿選擇。

## 教育
位於弗雷德里克堡獨立校區，其中以弗雷德里克堡高等中學的火箭科學課程（Rocket Science）最為人知。原因是因為此學校是全美國第一間設立該課程，設立時引起了社會及美國政府的注目。
另外，此鎮亦有一些私立學校：
- Amble-side School of Fredericksburg  （页面存档备份，存于）
- Heritage School  （页面存档备份，存于）
- St. Mary's Elementary School